# Marco Pitruzzella
Marco Pitruzzella (ur. 9 listopada 1985 w Concord w stanie Massachusetts) – amerykański perkusista, muzyk sesyjny. Członek zespołów Vörnagar, Six Feet Under, Neurogenic i Anomalous. Jest także członkiem zespołu basisty Jeffa Hughella. Wcześniej grał w takich formacjach jak: Anthem 85, Apocrypha, Abuse, The Faceless, Vile, Vital Remains, Atrocious Hysteria, Brain Drill, Dark Heritage, Numa oraz Ritual Hatred. 
Jako muzyk solowy tworzył pod pseudonimem Lord Marco. Żonaty, ma troje dzieci.

## Wybrana dyskografia
- Anomalous - Ohmnivalent (2011, Brutal Bends Records)[4]